# Могоча
Могоча (рус. Могоча) река је која протиче преко територије Тверске области на северозападу европског дела Руске Федерације. 
Извире на подручју Краснохолмског рејона код села Грудино, тече према северозападу и након 106 km тока преко територија Молоковског и Бежецког рејона спаја се са реком Мелеча образујући тако реку Осењ (притоку Мологе). Припада басену Рибинског језера, односно реке Волге. 
Површина басена је 1.880 km², а просечан проток свега 8,8 m³/s. Под ледом је од друге половине новембра до прве половине априла. 
Највеће притоке су Неледина, Лојка, Медведка, Бобровка, Јелешња и Ујвеш. 